# Звягина, Лидия Георгиевна
Ли́дия Георги́евна (Ю́рьевна) Звя́гина (1 декабря 1861, Каменец-Подольский, ныне Хмельницкой области, Украина — 1943, Москва) — русская оперная и камерная певица (контральто), музыкальный педагог. Солистка Большого театра (1889—1909). Профессор Московской консерватории (1920—1924). По первому мужу Котляре́вская, по второму — Ви́нницкая.

## Биография
Родилась в губернском городе Каменец-Подольский в дворянской семье. Окончила гимназию в Житомире. Продолжила образование в Киеве на высших женских курсах. Пению обучалась в Киевской музыкальной школе. В 1882—1887 годах получила музыкальное образование в Санкт-Петербургской консерватории (обучалась у Анны Поляковой-Хвостовой, Елизаветы Цванцигер и Камилло Эверарди).
Летом 1890 и 1891 года Лидия Звягина совершенствовалась в Париже у Полины Виардо. Под её руководством подготовила партии Ратмира («Руслан и Людмила»), Княгини («Русалка» Александра Даргомыжского) и Кармен. В 1887—1889 годах пела в Тифлисе. Здесь готовила партии под руководством Ипполита Прянишникова.
С 1889 года состояла в труппе Московской императорской оперы. 20 лет, в 1889—1909 годах, являлась солисткой в Большом театре в Москве. Дебютировала в партии Ратмира. Гастролировала в Одессе (летом 1889 года) и Киеве (в 1898 году). В 1909 году статьи, посвящённые 20-летию службы Звягиной в Большом театре, напечатали «Ежегодник императорских театров», еженедельный театрально-художественный журнал «Рампа и жизнь».
В 1920—1924 годах Лидия Георгиевна была профессором Московской консерватории. Среди её учеников был будущий народный артист СССР Никандр Ханаев. В начале 1920-х годов также преподавала в бывшем Московском частном музыкальном училище Валентины Зограф-Плаксиной, реорганизованном в 1919 году в Шестую московскую государственную музыкальную школу (ныне Академический музыкальный колледж при Московской консерватории).
В последние годы жила в Доме ветеранов сцены.

## Творчество
Лидия Звягина обладала сильным низким голосом «бархатного» тембра, природной музыкальностью. Её исполнительская манера отличалась тонкой фразировкой, простотой, искренностью.
Репертуар певицы включал свыше 40 партий. Среди лучших партий Звягиной:
- Ратмир («Руслан и Людмила» Михаила Глинки),
- Ваня («Жизнь за царя» Михаила Глинки),
- Полина («Пиковая дама» Петра Чайковского),
- Кончаковна («Князь Игорь» Александра Бородина),
- Княгиня («Русалка» Александра Даргомыжского).

Первая исполнительница партии Невольницы в опере Арсения Корещенко «Пир Валтасара» (1892), партии Марфы в опере Павла Бларамберга «Тушинцы» (1895). В Большом театре стала первой исполнительницей партий Марты («Иоланта» Петра Чайковского), Леля («Снегурочка» Николая Римского-Корсакова), Солохи («Ночь перед Рождеством» Николая Римского-Корсакова), Чеки («Джоконда» Амилькаре Понкьелли), Шверлейты («Валькирия» Рихарда Вагнера). На русской сцене была первой исполнительницей партий Эрды («Зигфрид» Рихарда Вагнера), Анны («Троянцы в Карфагене» Гектора Берлиоза).
Другие партии, исполненные Звягиной: Ольга и Няня («Евгений Онегин»), Спиридоновна («Вражья сила» Александра Серова), Авра («Юдифь» Александра Серова), Хафиза («Фераморс»), Ноэминь («Руфь»), Мамелфа («Добрыня Никитич»), Фея («Волшебная флейта»), Марта и Панталис («Мефистофель»), Зибель («Фауст»), Ульрика («Бал-маскарад»), Нэнси («Марта»).
Партнёрами Звягиной были Лев Клементьев, Богомир Корсов, Михаил Медведев, Леонид Собинов, Фёдор Шаляпин, Маргарита Эйхенвальд. Пела под управлением Ульриха Авранека, Ипполита Альтани, Н. Фёдорова.
В 1886 году исполнила сольную партию в 9-й симфонии Людвига ван Бетховена (в ансамбле с Василием Васильевым, Владимиром Майбородой и Муратовой).
С 1903 года выступала в концертах Кружка любителей русской музыки, в которых исполняла романсы Михаила Глинки, Александра Даргомыжского, Александра Бородина, Модеста Мусоргского, Николая Римского-Корсакова, Цезаря Кюи, Сергея Рахманинова, Антона Аренского.
Среди открыток с портретами артистов императорских театров и сценами из спектаклей, изданных в Москве Карлом Фишером, были и открытки с изображением Лидии Звягиной в различных ролях. Певицу в роли Эрды изобразил художник Константин Первухин (портрет хранится в Российском государственном архиве литературы и искусства).